# Шпильчина
Шпильчина (укр. Шпильчина) — село в Бобрской городской общине Львовского района Львовской области Украины.

Церковь в селе Шпильчина

Между сёлами Гринев и Шпильчина, севернее города Бобрка берёт начало приток Луга (бассейн Днестра) река Боберка.
Население по переписи 2001 года составляло 533 человека. Занимает площадь 4,34 км². Почтовый индекс — 81221. Телефонный код — 3263.